# 2001年イタリアグランプリ
2001年イタリアグランプリ (LXXII Gran Premio Campari d'Italia) は、2001年F1世界選手権の第15戦として、2001年9月16日にモンツァ・サーキットで開催された。53周で争われたレースはウィリアムズのファン・パブロ・モントーヤがフェラーリのルーベンス・バリチェロとの長いバトルの末に制し、F1初優勝となった。3位にはモントーヤのチームメイト、ラルフ・シューマッハが入った。

## レース概要

### 背景
これはアメリカ同時多発テロ事件の後に開催された最初のF1レースであった。いくつかのチームは追悼の意を込めて車のカラーリングを変更した。フェラーリはスポンサーのマークを取り外し、ノーズを黒く塗った。ジャガーは黒いエンジンカバーを取り付け、ジョーダン-ホンダは星条旗をプリントした。ミカ・ハッキネンはもっと家族との時間を過ごしたいという理由で、シーズン終了後に休養を取ることを発表した。

### 決勝
レース前、ミハエル・シューマッハは、ドライバーがスタート後の第1ラップをセーフティカーに先導されている状態と同様に扱い、追い越しを控えるという内容の協定の提案を行った。しかしながら、ジャック・ヴィルヌーヴとフラビオ・ブリアトーレはこの提案を拒否し、協定は失敗に終わった。レースの前週にはアメリカ同時多発テロ事件が発生し、前年のレースではコースマーシャルが死亡、またこの前日にドイツで行われたCART第16戦でアレッサンドロ・ザナルディが事故に遭遇、両脚切断したということで、シューマッハはどのような事故も避けられるべきであると切望していた。レース前のインタビューでは何名かのドライバーがこれ以上の事故が無いのを保証するのが重要であると述べた。協定は結ばれなかったが、1分間の黙祷がささげられた。
フェラーリの社長、ルカ・ディ・モンテゼーモロの呼びかけもあって、スタート時のグランドスタンドでの熱狂は抑えられ、旗を振る観客も少数だった。少数ではあるが、星条旗を持った観客がいれば、セキュリティを掻い潜って発煙筒を持ち込んだ者もいた。
レースがスタートすると、モントーヤがバリチェロを従えて第1コーナーに突入していった。ミハエル・シューマッハは弟のラルフを追い抜き、3位となる。ジェンソン・バトンはジョーダンのヤルノ・トゥルーリを抜こうとするが、結局衝突する。バリチェロは2ストップ作戦を採り、ウィリアムズより速いペースで走行する。激しい圧力の後、バリチェロは8ラップ目にモントーヤを抜き、ピットストップの後にギャップを開け始める。しかしながら20ラップ目に最初のストップを行うと、燃料ホースに問題が生ずる。ピット作業の失敗で築いたギャップは無くなり、モントーヤにトップを許すだけで無くラルフも2位に浮上した。バリチェロは間もなくラルフを抜き、再びモントーヤの追撃を始める。しかしながら、彼には挑戦できるだけの周回数は残されていなかった。結局モントーヤがF1初優勝を飾り、コロンビア人としても初めて優勝を達成したドライバーとなった。バリチェロが5秒遅れで2位に入り、ラルフは兄のミハエルを抑えて3位に入った。表彰台でモントーヤはオーバーオールに黒いバンドを着けて上った。

## 結果

### 予選
| 順位 | No | ドライバー                       | コンストラクター        | 周回     | 差     | グリッド |
| ---- | -- | -------------------------------- | ----------------------- | -------- | ------ | -------- |
| 1    | 6  | ファン・パブロ・モントーヤ       | ウィリアムズ-BMW        | 1:22.216 |        | 1        |
| 2    | 2  | ルーベンス・バリチェロ           | フェラーリ              | 1:22.528 | +0.312 | 2        |
| 3    | 1  | ミハエル・シューマッハ           | フェラーリ              | 1:22.624 | +0.408 | 3        |
| 4    | 5  | ラルフ・シューマッハ             | ウィリアムズ-BMW        | 1:22.841 | +0.625 | 4        |
| 5    | 11 | ヤルノ・トゥルーリ               | ジョーダン-ホンダ       | 1:23.126 | +0.910 | 5        |
| 6    | 4  | デビッド・クルサード             | マクラーレン-メルセデス | 1:23.148 | +0.932 | 6        |
| 7    | 3  | ミカ・ハッキネン                 | マクラーレン-メルセデス | 1:23.394 | +1.178 | 7        |
| 8    | 16 | ニック・ハイドフェルド           | ザウバー-ペトロナス     | 1:23.417 | +1.201 | 8        |
| 9    | 17 | キミ・ライコネン                 | ザウバー-ペトロナス     | 1:23.595 | +1.379 | 9        |
| 10   | 19 | ペドロ・デ・ラ・ロサ             | ジャガー-コスワース     | 1:23.693 | +1.477 | 10       |
| 11   | 8  | ジェンソン・バトン               | ベネトン-ルノー         | 1:23.892 | +1.676 | 11       |
| 12   | 22 | ハインツ＝ハラルド・フレンツェン | プロスト-エイサー       | 1:23.943 | +1.727 | 12       |
| 13   | 18 | エディ・アーバイン               | ジャガー-コスワース     | 1:24.031 | +1.815 | 13       |
| 14   | 7  | ジャンカルロ・フィジケラ         | ベネトン-ルノー         | 1:24.090 | +1.874 | 14       |
| 15   | 10 | ジャック・ヴィルヌーヴ           | B・A・R-ホンダ          | 1:24.164 | +1.948 | 15       |
| 16   | 12 | ジャン・アレジ                   | ジョーダン-ホンダ       | 1:24.198 | +1.982 | 16       |
| 17   | 9  | オリビエ・パニス                 | B・A・R-ホンダ          | 1:24.677 | +2.461 | 17       |
| 18   | 15 | エンリケ・ベルノルディ           | アロウズ-アジアテック   | 1:25.444 | +3.228 | 18       |
| 19   | 14 | ヨス・フェルスタッペン           | アロウズ-アジアテック   | 1:25.511 | +3.295 | 19       |
| 20   | 23 | トーマス・エンゲ                 | プロスト-エイサー       | 1:26.039 | +3.823 | 20       |
| 21   | 21 | フェルナンド・アロンソ           | ミナルディ-ヨーロピアン | 1:26.218 | +4.002 | 21       |
| 22   | 20 | アレックス・ユーン               | ミナルディ-ヨーロピアン | 1:27.463 | +5.247 | 22       |

### 決勝
| 順位     | No | ドライバー                       | チーム                  | 周回 | タイム           | グリッド | ポイント |
| -------- | -- | -------------------------------- | ----------------------- | ---- | ---------------- | -------- | -------- |
| 1        | 6  | ファン・パブロ・モントーヤ       | ウィリアムズ-BMW        | 53   | 1:16:58.493      | 1        | 10       |
| 2        | 2  | ルーベンス・バリチェロ           | フェラーリ              | 53   | +5.175           | 2        | 6        |
| 3        | 5  | ラルフ・シューマッハ             | ウィリアムズ-BMW        | 53   | +17.335          | 4        | 4        |
| 4        | 1  | ミハエル・シューマッハ           | フェラーリ              | 53   | +24.991          | 3        | 3        |
| 5        | 19 | ペドロ・デ・ラ・ロサ             | ジャガー-コスワース     | 53   | +1:14.984        | 10       | 2        |
| 6        | 10 | ジャック・ヴィルヌーヴ           | B・A・R-ホンダ          | 53   | +1:22.469        | 15       | 1        |
| 7        | 17 | キミ・ライコネン                 | ザウバー-ペトロナス     | 53   | +1:23.107        | 9        |          |
| 8        | 12 | ジャン・アレジ                   | ジョーダン-ホンダ       | 52   | +1 Lap           | 16       |          |
| 9        | 9  | オリビエ・パニス                 | B・A・R-ホンダ          | 52   | +1 Lap           | 17       |          |
| 10       | 7  | ジャンカルロ・フィジケラ         | ベネトン-ルノー         | 52   | +1 Lap           | 14       |          |
| 11       | 16 | ニック・ハイドフェルド           | ザウバー-ペトロナス     | 52   | +1 Lap           | 8        |          |
| 12       | 23 | トーマス・エンゲ                 | プロスト-エイサー       | 52   | +1 Lap           | 20       |          |
| 13       | 21 | フェルナンド・アロンソ           | ミナルディ-ヨーロピアン | 51   | +2 Laps          | 21       |          |
| リタイヤ | 15 | エンリケ・ベルノルディ           | アロウズ-アジアテック   | 46   | クランクシャフト | 18       |          |
| リタイヤ | 20 | アレックス・ユーン               | ミナルディ-ヨーロピアン | 44   | スピン           | 22       |          |
| リタイヤ | 22 | ハインツ＝ハラルド・フレンツェン | プロスト-エイサー       | 28   | ギアボックス     | 12       |          |
| リタイヤ | 14 | ヨス・フェルスタッペン           | アロウズ-アジアテック   | 25   | 燃料圧           | 19       |          |
| リタイヤ | 3  | ミカ・ハッキネン                 | マクラーレン-メルセデス | 19   | ギアボックス     | 7        |          |
| リタイヤ | 18 | エディ・アーバイン               | ジャガー-コスワース     | 14   | エンジン         | 13       |          |
| リタイヤ | 4  | デヴィッド・クルサード           | マクラーレン-メルセデス | 6    | エンジン         | 6        |          |
| リタイヤ | 8  | ジェンソン・バトン               | ベネトン-ルノー         | 4    | エンジン         | 11       |          |
| リタイヤ | 11 | ヤルノ・トゥルーリ               | ジョーダン-ホンダ       | 0    | 接触             | 5        |          |

## 注
- 初優勝：ファン・パブロ・モントーヤ
- 初レース：アレックス・ユーン（初のマレーシア人ドライバー）、トーマス・エンゲ（初のチェコ人ドライバー）
- ファステストラップ：ラルフ・シューマッハ 1m 25.073s
- ジャンカルロ・フィジケラとニック・ハイドフェルドはピットスタートした。

## 第15戦終了時点でのランキング
- 太字はワールドチャンピオン

| 順位 | ドライバー             | ポイント |
| ---- | ---------------------- | -------- |
| 1    | ミハエル・シューマッハ | 107      |
| 2    | デヴィッド・クルサード | 57       |
| 3    | ルーベンス・バリチェロ | 54       |
| 4    | ラルフ・シューマッハ   | 48       |
| 5    | ミカ・ハッキネン       | 25       |

| 順位 | コンストラクター        | ポイント |
| ---- | ----------------------- | -------- |
| 1    | フェラーリ              | 161      |
| 2    | マクラーレン-メルセデス | 81       |
| 3    | ウィリアムズ-BMW        | 73       |
| 4    | ザウバー-ペトロナス     | 20       |
| 5    | B・A・R-ホンダ          | 17       |

- 注：ドライバー、コンストラクター共にトップ5のみ表示。